# Michaugues
Michaugues foi uma comuna francesa na região administrativa de Borgonha-Franco-Condado, no departamento Nièvre. Estendia-se por uma área de 4,4 km². Em 2010 a comuna tinha 63 habitantes (densidade: 14,3 hab./km²).
Em 1 de janeiro de 2016, passou a formar parte da comuna de Beaulieu.